# اللواء 62 مشاة (اليمن)
اللواء 62 مشاة هو لواء مشاة يمني يتمركز في نهم - محافظة صنعاء كان يتبع الحرس الجمهوري حتى تم ضمه لإحتياط وزارة الدفاع في 10 أبريل 2013.

## تاريخ

### 2011
في 26 مايو 2011 حاصرت رجال القبائل معسكر تابع للحرس الجمهوري(اللواء 62) في منطقة نهم (80 كم) شمال شرق صنعاء في محاولة لمنعهم من الانضمام إلى القتال في العاصمة، رجال القبائل ادعوا أن زحفهم على المعسكر ردا على هجوم سابق منهم على قرية في المنطقة. وقال الشيخ حامد عاصم لرويترز ان مقاتليه قتلوا قائد المعسكر وأصابوا جنودا في الحرس الجمهوري بينما قتل ستة من رجاله في الاشتباك بنيران المدافع الرشاشة وقذائف صاروخية.
في 27 يونيو 2011 م بلغ عدد ضحايا المواجهات بين قوات الحرس الجمهوري وقبائل أرحب[ ؟ ] بشمال صنعاء 17 قتيلاً بينهم امرأة و35 جريحاً.
في 30 أغسطس 2011 قصفت قوات الحرس الجمهوري عدد من القرى في أرحب بصواريخ الكاتيوشا مع مواجهات مع القبائل المؤيدين للثورة، ونزح الآلاف من السكان إلى قرى بعيده من اماكن الاشتباكات، وتتهم السلطات رجال القبائل بالوقوف إلى جانب عناصر ارهابيه لتنفيذ عمليات ضد الجيش، في حين يقول مسلحو القبائل أنهم يدعمون الثوار المطالبين بتنحي صالح وأسرتة عن الحكم.
وفي ليلة 25 سبتمبر 2011 ، هاجم رجال القبائل المعارضة قاعدة معسكر (اللواء 63 مشاة ميكا) في منطقة نهم على بعد 70 كيلو متر شمال صنعاء وقتلوا ما لايقل عن 11 ضابطا وجنديا من افراد اللواء 63 حرس جمهوري في نهم شرق صنعاء بينهم قائد اللواء العميد احمد الكليبي واعتقلوا 14 جنديا. وتمكنوا من السيطرة على الموقع العسكري لكنهم اضطروا للانسحاب منه بعد غارات جوية استهدفتهم واستمروا في حصار الموقع لمنع أي توغل عسكري انتقامي ضد السكان و تمكنوا من تدمير ثلاث دبابات وست عربات مصفحة واستولوا على مدرعتين.
في صباح يوم 28 سبتمبر 2011 أسقط مسلحي القبائل في منطقة أرحب طائرة حربية تابعة للحكومة، وذكر شهود عيان أن الطائرة كانت تقصف مجمع سكني في منطقة أرحب عندما أسقطت، فيما كان قد قتل شخصين في غارة جوية في منطقة أرحب في الليلة السابقة. واستهدفت الضربات الجوية المنطقة منذ 25 سبتمبر عندما تمت مداهمة اللواء 63.
في شهر أبريل 2012 كشف تقرير حقوقي عن مقتل أكثر من 200 شخص وجرح 800 آخرون بينهم أطفال ونساء، حصيلة الاعتدائات من قوات الحرس على مديرية أرحب و مديرية نهم و بني جرموز شمال العاصمة صنعاء.

## قادة اللواء
| م | القائد                                  | بداية         | نهاية |
| - | --------------------------------------- | ------------- | ----- |
| 1 | غير معروف                               | غير معروف     |       |
| 2 | العميد الركن / مبخوت صالح جميل الذعواني | 12 يوليو 2014 |       |